# Amacriene cel

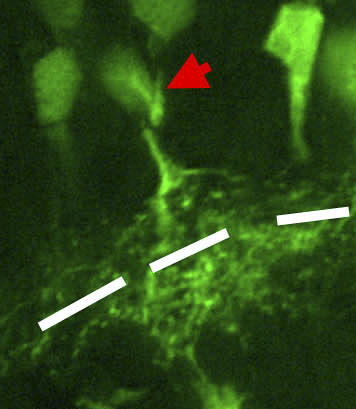
Xenopus retinale cellen gekleurd voor cdk2/cyclin2. Amacriene cel bij rode pijl. binnenste plexiforme laag is aangegeven met wit geblokte lijn.

Celtypen in de lagen van een zoogdiernetvlies: INL: Binnenste nucleaire laag, IPL: Binnenste plexiforme laag,
R: Staafjes, C: Kegeltjes, H: Horizontale cel, Bi: Bipolaire cel, A: Amacriene cel, G: Ganglioncel, GC: Ganglioncellaag. (Het licht komt van onderen binnen.)

Een amacriene cel is een interneuron in het netvlies. Het woord amacrien is afgeleid van het Oudgrieks a– 'non' makr– 'lang' en in– 'vezel', vanwege hun korte neurieten. Amacriene cellen zijn remmende zenuwcellen, waarvan de dendritische vertakkingen naar de binnenste plexiforme laag lopen. Ze interacteren met retinale ganglioncellen en retina bipolaire cellen.

## Structuur
Amacriene cellen werken in de binnenste plexiforme laag, de tweede synaptische retinale laag waar bipolaire cellen en retinale ganglioncellen synapsen vormen. Er zijn minstens 33 verschillende subtypes van amacriene cellen, gebaseerd op hun dendrietmorfologie en -vertakkingspatroon. Net als horizontale cellen werken amacriene cellen lateraal, maar terwijl horizontale cellen verbonden zijn met de output van staafjes en kegeltjes, beïnvloeden amacriene cellen de output van bipolaire cellen en zijn ze vaak meer gespecialiseerd. Elk type amacriene cel geeft een of meerdere neurotransmitters af waar het verbinding maakt met andere cellen.
Ze worden vaak geclassificeerd op basis van de breedte van hun verbindingsveld, in welke laag(en) van het stratum in de binnenste plexiforme laag ze zich bevinden en op basis van het type neurotransmitter. De meeste zijn remmend en gebruiken gamma-aminoboterzuur of glycine als neurotransmitters.

## Organisatie

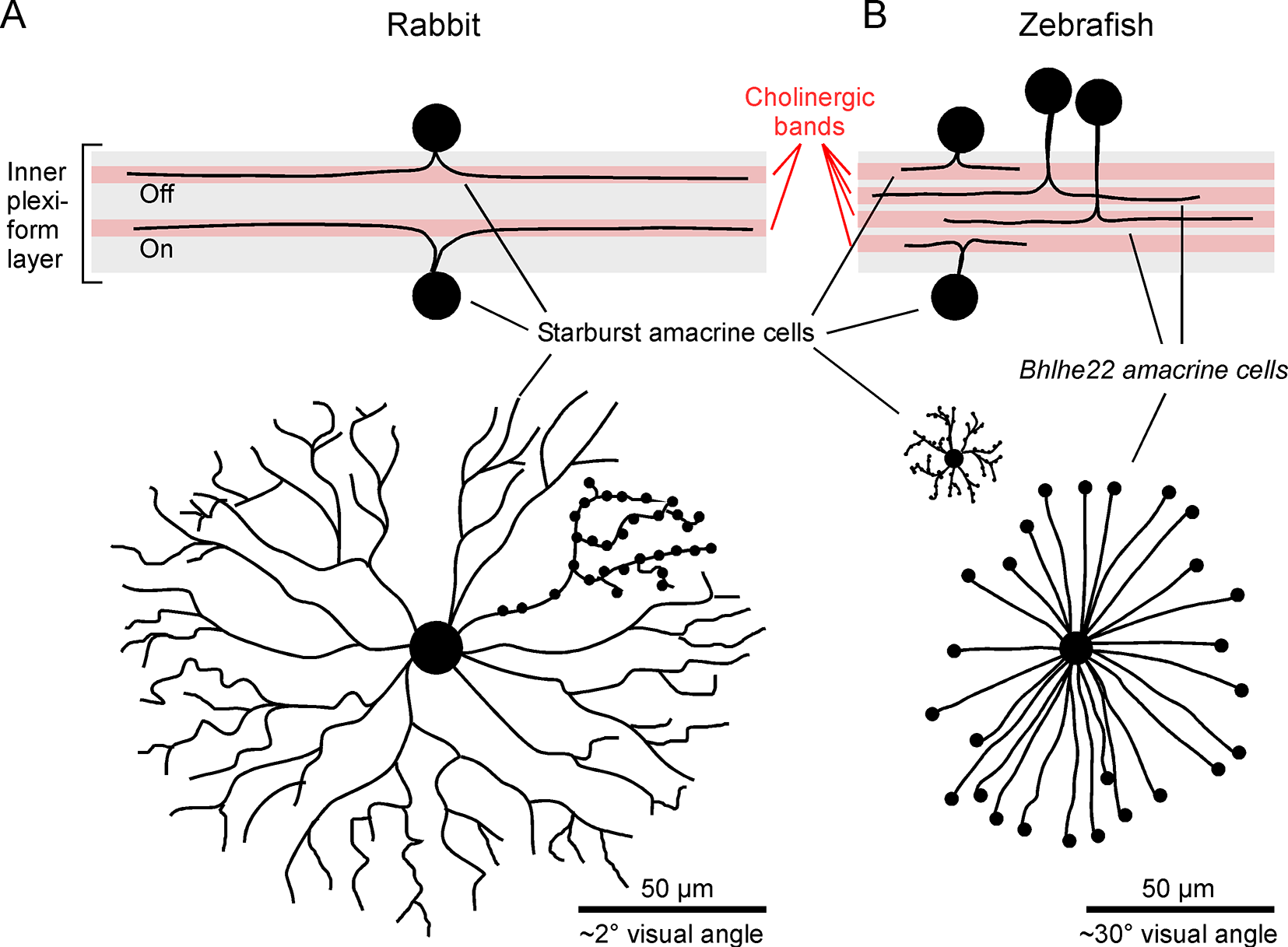
Starburst-amacriene cel bij het konijn en de zebravis

Amacriene cellen en andere retinale interneuroncellen zijn minder waarschijnlijk buren van hetzelfde subtype dan bij toeval zou gebeuren, wat resulteert in 'uitsluitingszones' die ze scheiden. Mozaïekarrangementen bieden een mechanisme om elk celtype gelijkmatig over het netvlies te verdelen, waardoor alle delen van het gezichtsveld toegang hebben tot een volledige set verwerkingselementen. MEGF10 en MEGF11 transmembraaneiwitten spelen een cruciale rol bij de vorming van de mozaïeken door starburst-amacriene cellen en horizontale cellen bij muizen. Starburst-amacriene cellen staan bekend om het gelijktijdig vrijgeven van acetylcholine en gamma-aminoboterzuur.

## Functie
In veel gevallen spreekt het subtype van de amacriene cel over zijn functie (vorm leidt tot functie), maar sommige specifieke functies van de retinale amacriene cellen kunnen worden genoemd.
- Onderschept retinale ganglioncellen en/of retina bipolaire cellen in de binnenste plexiforme laag[2]
- Creëren functionele subeenheden binnen de receptieve velden van veel ganglioncellen
- Dragen bij aan verticale communicatie binnen de netvlieslagen
- Voeren paracriene functies uit zoals de afgifte van dopamine, acetylcholine en stikstofoxide[6][7]
- Door hun verbindingen bij de sinapsen met andere retinale cellen en de afgifte van neurotransmitters draggen ze bij aan de detectie van directionele beweging, moduleren lichtadaptatie en circadiaan ritme,[2] en controleren ze hoge gevoeligheid in scotopisch zicht via verbindingen met staafjes en kegeltjes.[8]

Er wordt gedacht dat amacriene cellen met uitgebreide dendritische vertakkingen bijdragen aan het afremmen door feedback op zowel het niveau van de bipolaire cel als van de ganglioncellen. In deze rol worden ze beschouwd als een aanvulling op de werking van de retina horizontale cellen.
Andere vormen van amacriene cellen spelen waarschijnlijk een modulerende rol, waardoor aanpassing van de gevoeligheid voor fotopisch en scotopisch zicht (zicht bij weinig licht) mogelijk is. De AII-amacriene cel, die de bipolaire en ganglioncel met elkaar verbindt, is een bemiddelaar van signalen van staafjes onder scotopische omstandigheden.

## Typen

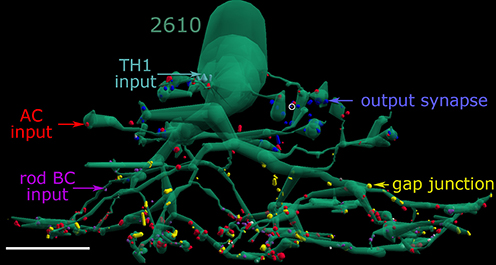
AII-celpartnerschappen. TH1: Tyrosinehydroxylase. Rod BC: Staafje bipolaire cel. AC: Amacriene cel. Gap junction.

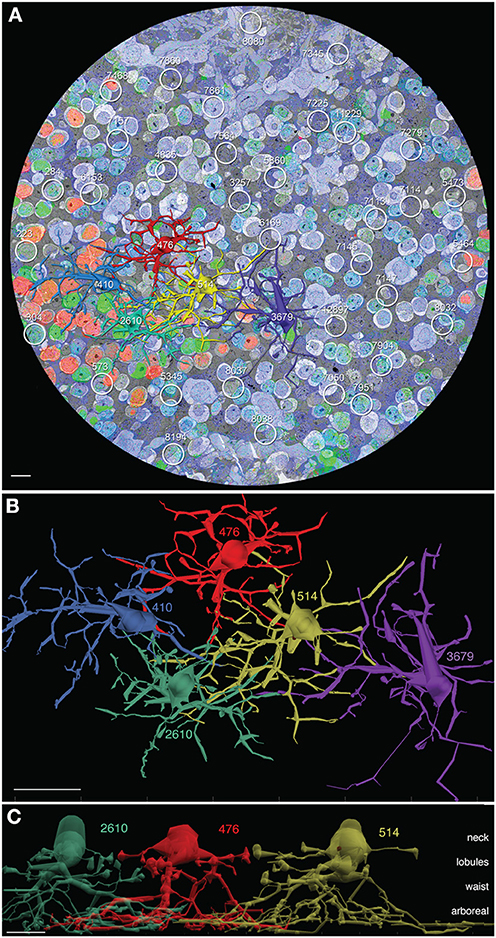
AII amacriene cellen in connectoom.

### Gamma-aminoboterzuur-erge, glycinerge of geen van beide
Amacriene cellen kunnen gamma-aminoboterzuur-erge, glycinerge of geen van beide zijn, afhankelijk van welke remmende neurotransmitter ze tot expressie brengen. gamma-aminoboterzuur-erge amacriene cellen zijn meestal breedveld-amacriene cellen en worden aangetroffen in de ganglioncellaag en de binnenste nucleaire laag. Een type gamma-aminoboterzuur-erge amacriene cel dat redelijk goed is bestudeerd, is de starburst-amacriene cel. Deze amacriene cellen worden meestal gekenmerkt door hun expressie van cholineacetyltransferase, en staan erom bekend een rol te spelen in richtingselectiviteit en detectie van richtingsbeweging. Acetylcholine wordt ook vrijgegeven door deze amacriene cellen, maar de functie ervan is niet volledig begrepen. Een ander subtype van gamma-aminoboterzuur-erge amacriene cellen zijn die welke dopaminergisch zijn. Deze brengen allemaal tyrosinehydroxylase tot expressie en deze amacriene cellen moduleren lichtadaptatie en het circadiaan ritme. Dit zijn wijdverspreide amacriene cellen en ze geven diffuus dopamine af, terwijl ze nog steeds gamma-aminoboterzuur afgeven en alle normale synaptische afgifte uitvoeren. Er zijn veel andere divisies van gamma-aminoboterzuur-erge amacriene cellen opgemerkt, maar de hierboven genoemde zijn enkele van de meest uitgebreid onderzochte en besproken.
Glycinerge amacriene cellen zijn niet zo uitgebreid gekarakteriseerd als gamma-aminoboterzuur-erge amacriene cellen. Alle glycinerge amacriene cellen worden echter gekenmerkt door de glycinetransporter GlyT1. Een zeer goed gekarakteriseerde glycinerge amacriene cel is de AII amacriene cel. Deze cellen zijn aanwezig in de binnenste nucleaire laag.[ Een belangrijke functie van de AII amacriene cellen is dat ze cellulaire input van bipolaire staafjes opvangen en deze herverdelen naar bipolaire kegeltjes met behulp van de synaptische uiteinden van bipolaire kegeltjes als omschakelaars.
Ongeveer 15% van de amacriene cellen is noch gamma-aminoboterzuur-erge noch glycinerge.[2] Deze amacriene cellen worden soms nGnG (niet-GABAergisch niet-glycinergisch) amacriene cellen genoemd en men denkt dat transcriptiefactoren die op voorlopers inwerken het lot van amacriene cellen bepalen. Een transcriptiefactor die selectief tot expressie is gekomen in nGnG amacriene cellen is Neurod6 (Neurogenic differentiation factor 6).

### Lengte van dendritische vertakkingen
Op basis van de lengte en spreiding van dendritische vertakkingen kunnen amacriene cellen worden gecategoriseerd als:
- smalveld-amacriene cellen (ongeveer 70 micrometer in diameter),
- middelgrootveld-amacriene cellen (ongeveer 170 micrometer in diameter) en
- breedveld-amacriene cellen (ongeveer 350 micrometer in diameter).

Deze verschillende lengtes lenen zich voor verschillende specifieke functies die de amacriene cellen kunnen vervullen. Smalveld-amacriene cellen maken verticale communicatie tussen verschillende retinale niveaus mogelijk. Ze helpen ook bij het vormen van functionele subeenheden in het receptieve veld van ganglioncellen. Deze smalveld-amacriene cellen en hun overlapping in deze subeenheden kunnen bepaalde ganglioncellen in staat stellen om kleine hoeveelheden beweging van een zeer kleine vlek in een gezichtsveld te detecteren. Een type smalveldcellen dat dit doet, is de starburst-amacriene cel.
Middelgrootveld-amacriene cellen dragen ook bij aan verticale communicatie in de cellen van het netvlies, maar een groot deel van hun algehele functie is nog onbekend. Omdat hun dendritische boomgrootte vrijwel gelijk is aan die van ganglioncellen, kunnen ze de rand van het gezichtsveld van de ganglioncellen vervagen. Op dezelfde manier zijn breedveld-amacriene cellen moeilijk te onderzoeken en zelfs te ontdekken, omdat ze het hele netvlies beslaan, dus er zijn er niet veel. Gezien hun grootte is een van hun belangrijkste functies echter laterale communicatie binnen een laag, hoewel sommige ook verticaal communiceren tussen lagen.